# St. Wenzel (Könnern)

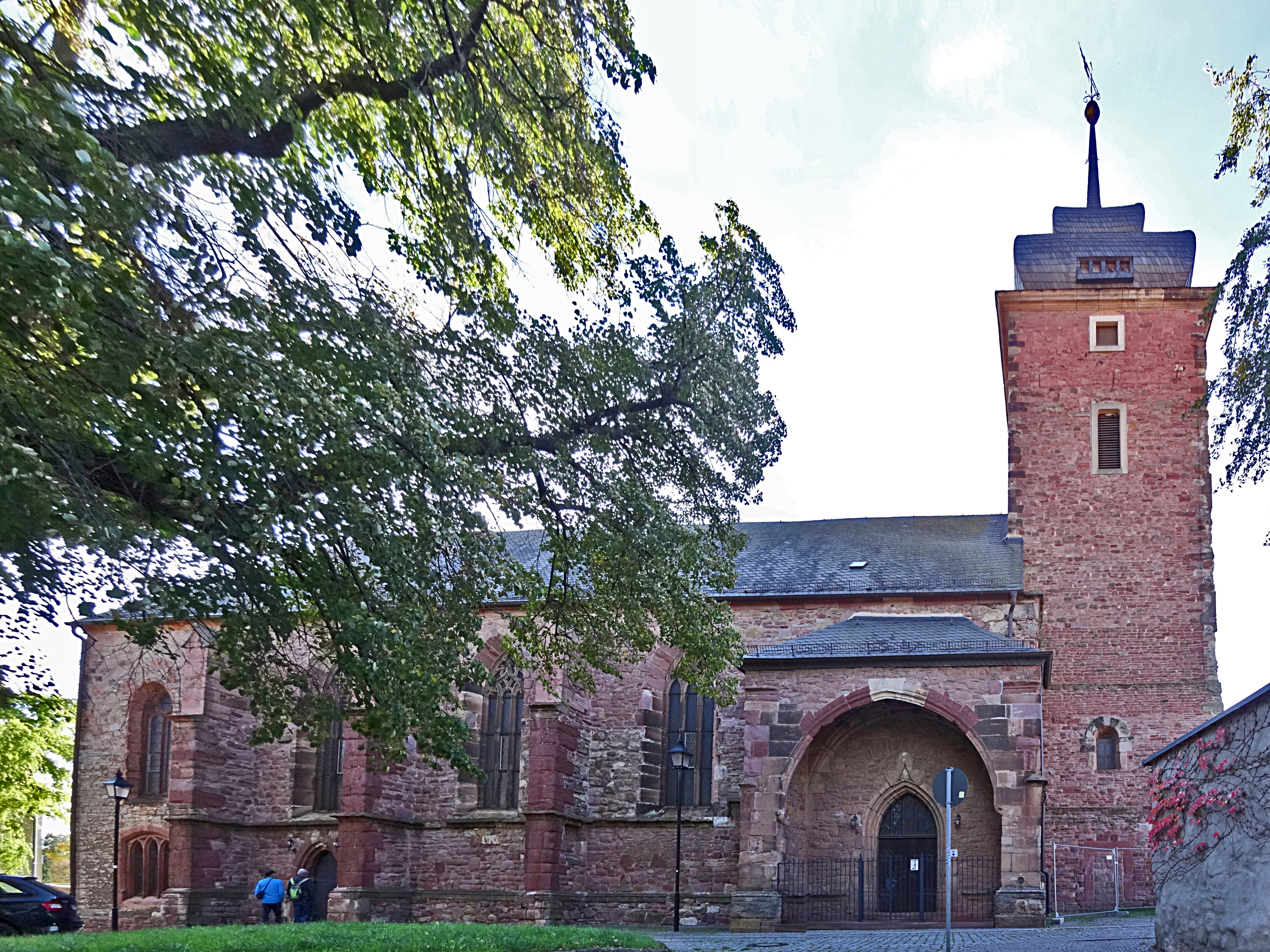
Könnern, St. Wenzel

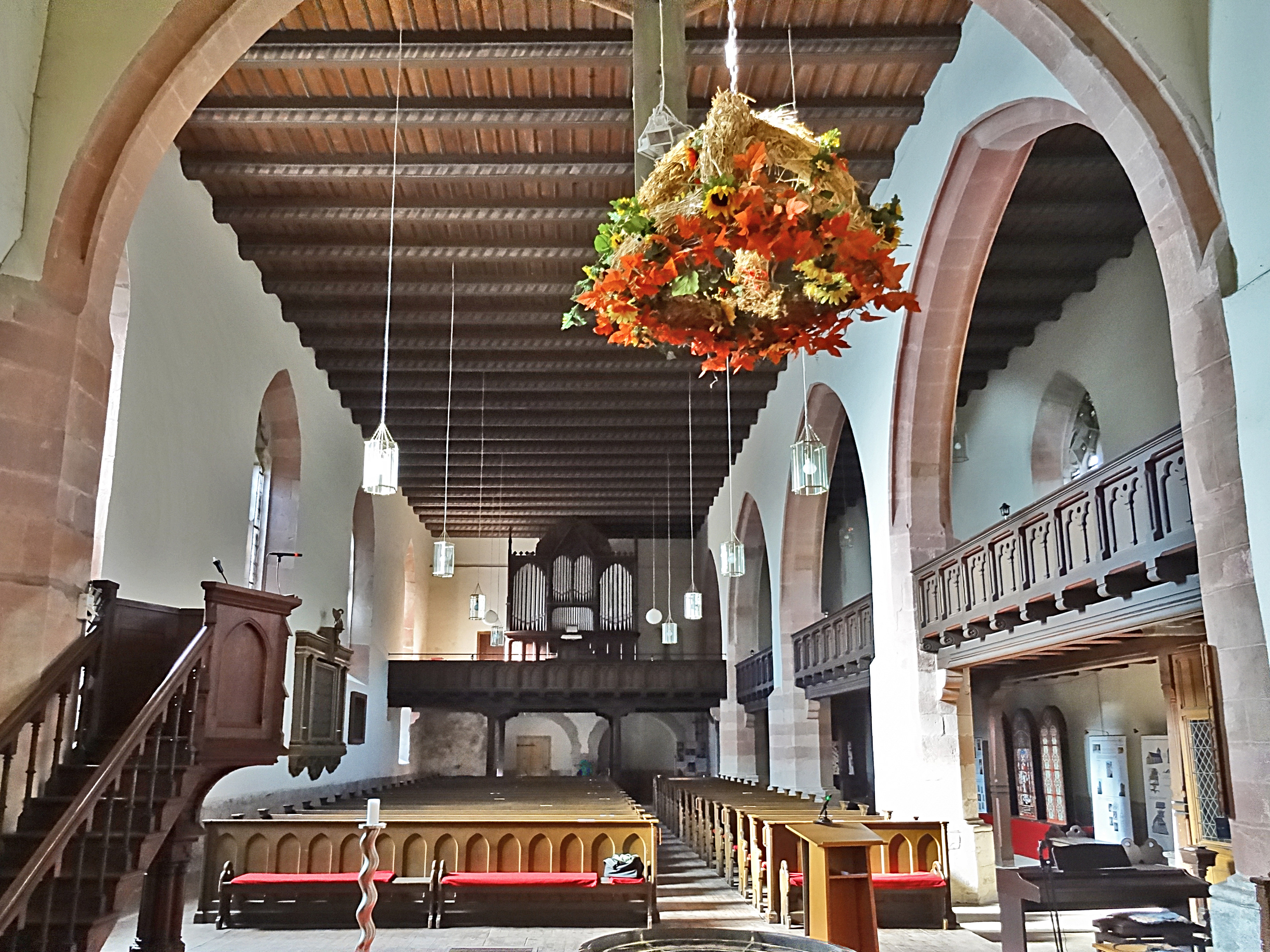
Innenansicht nach Westen

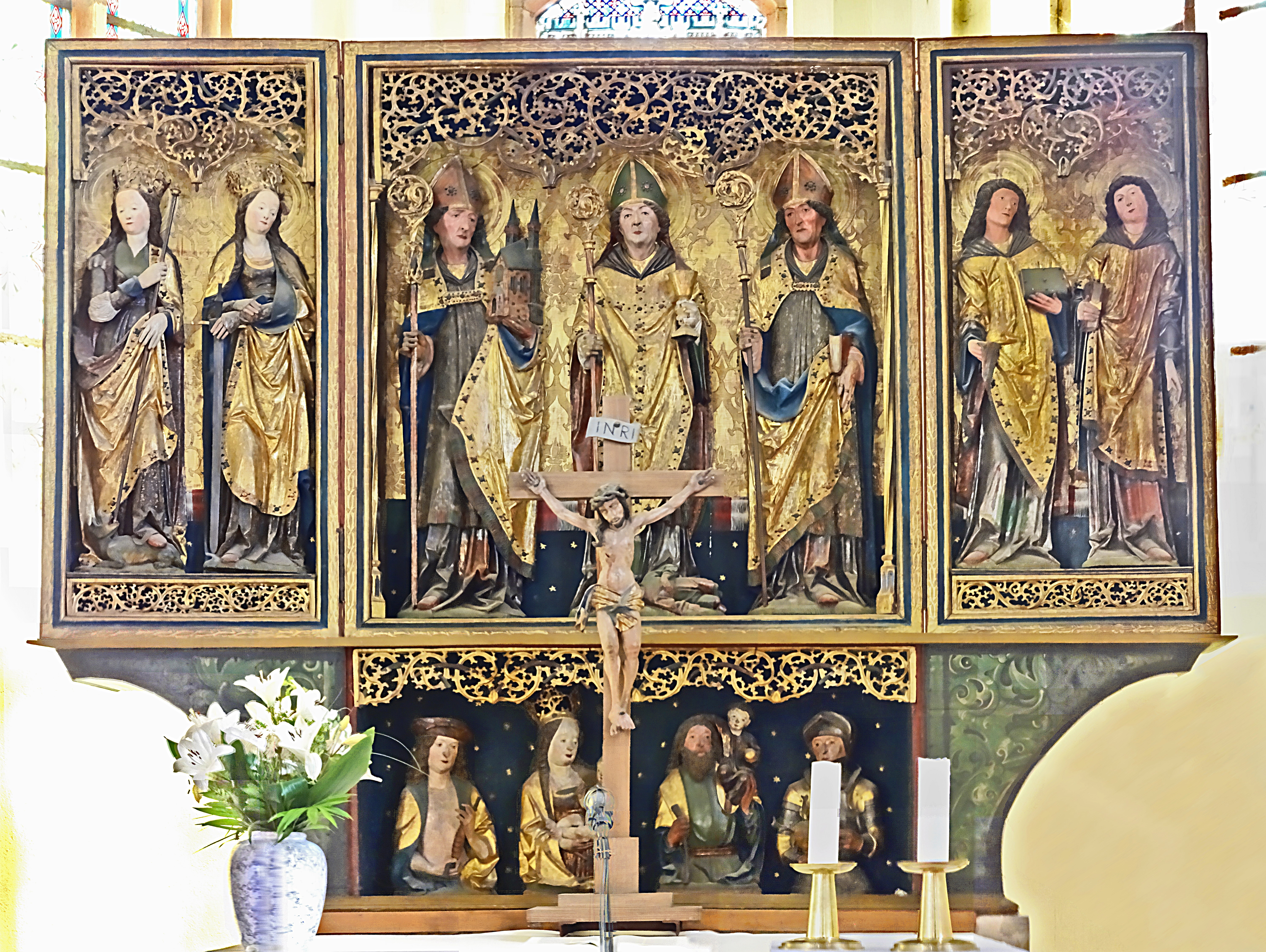
Schnitzaltar

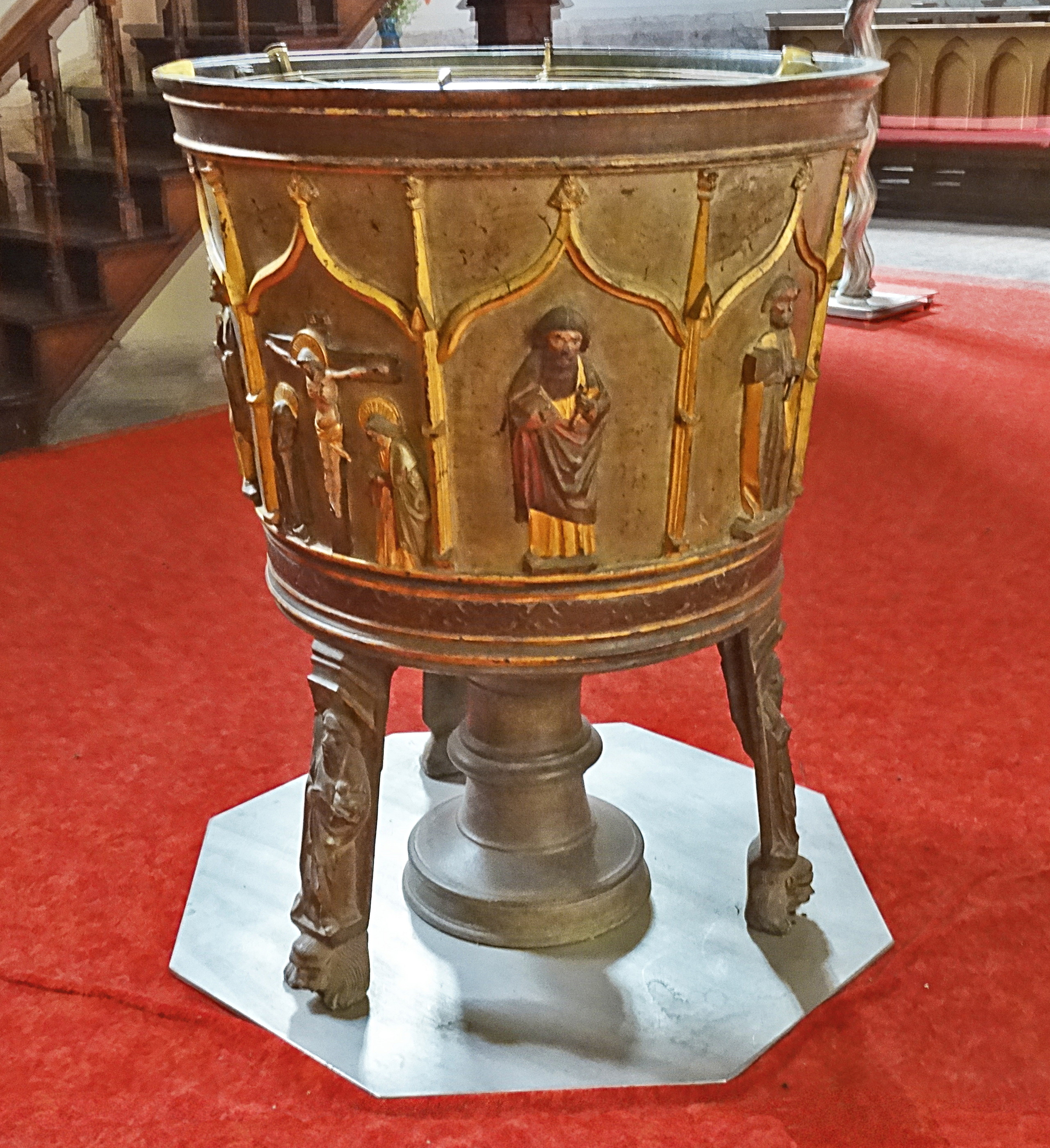
Taufe

Die evangelische Kirche St. Wenzel ist eine hauptsächlich spätgotische, zweischiffige Hallenkirche in Könnern im Salzlandkreis in Sachsen-Anhalt. Sie gehört zum Pfarrbereich Könnern im Kirchenkreis Halle-Saalkreis der Evangelischen Kirche in Mitteldeutschland.

## Geschichte und Architektur
Die zweischiffige Hallenkirche mit eingezogenem Chor und Dreiachtelschluss ist mit einem nördlichen Sakristei-Anbau, einer Nordvorhalle und einem eingezogenen Westquerturm versehen. Unter Einbeziehung von Bausubstanz eines spätromanischen Ursprungsbauwerks wurde in den Jahren 1492–1510 aus dem typischen roten Sandstein der Region ein Neubau geschaffen. Der Westbau prägt mit seiner doppelten barocken Haube das Ortsbild. Bausubstanz des Vorgängerbauwerks ist im Untergeschoss des Turms und in Teilen der Südwand des Schiffs erhalten, ferner im vermauerten Rundbogenfenster im östlichen Bereich der Südwand und in der Doppelarkade der Turmhalle zum Schiff. Auf der Orgelempore ist eine der ehemaligen Schallöffnungen sichtbar; das Mittelsäulchen steht auf einer Basis mit Eckblättern und trägt ein Blattkapitell in der Art der Steinmetzschule von Königslutter. 
Das vierjochige Langhaus ist mit Maßwerkfenstern und schlichten Spitzbogenportalen gestaltet. Der asymmetrische zweischiffige Raum ist innen flach gedeckt, ist jedoch auf Wölbung angelegt, wie man an den Strebepfeilern erkennen kann. Vor dem westlichen Nordportal ist eine netzgewölbte Vorhalle mit Maskenköpfchen auf Konsolen angebaut. Der eingezogene Chor ist ebenfalls zweischiffig, im nördlichen Teil mit einem Sakristei-Einbau mit darüberliegender offener Empore. Der polygonale Ostschluss wurde am Ende des 19. Jahrhunderts geschaffen.
Die Kirche steht unter Denkmalschutz und ist als Baudenkmal mit der Erfassungsnummer 094 60451 im Denkmalverzeichnis von Sachsen-Anhalt registriert.

## Ausstattung
Das Hauptstück der Ausstattung ist ein großfiguriger Schnitzaltar unter fränkischem Einfluss von 1510, vergleichbar mit dem Altar der Kirche St. Petri in Obhausen. Er zeigt im Mittelschrein vor Goldgrund die Heiligen Norbert, Erasmus und Wolfgang, in den Flügeln links Katharina und Margaretha, rechts zwei heilige Diakone, in der Predella als Halbfiguren vor einem Sternhimmel die Madonna und Christophorus zwischen Erasmus und Hubertus. Auf den Flügelaußenseiten sind zwei Bischöfe in Malerei dargestellt.
Das Triumphkreuz in lebensgroßer Ausführung stammt aus der Zeit um 1500. Der etwa gleichzeitige Taufkessel ist vergleichbar denen von St. Marien und St. Ulrich in Halle; er zeigt farbig gefasste Reliefs mit Kreuzigungsdarstellung und Heiligenfiguren unter Korbbogenarkaden, der Kessel ruht auf einer runden Mittelstütze und drei Füßen mit Reliefs stehender Figuren. Auf dem Altar steht ein kleiner hölzerner Kruzifixus. Die Kanzel und der Altar sowie die farbigen Glasmalereien im Chor wurden von der Firma Glasmalerei Wilhelm Franke in Naumburg ausgeführt. Emporen sind im Westen und im Norden eingebaut.
In der Sakristei befindet sich ein Grabstein für den Pfarrer Hermannus Jordanus († 1572) sowie zwei Pastorenbildnisse des 19. Jahrhunderts.
Der Friedhof um die Kirche wurde 1589 aufgegeben und vor das Trögnitzer Tor verlegt. 
Die Orgel ist ein Werk von Wilhelm Rühlmann aus dem Jahr 1894 mit 24 Registern auf zwei Manualen und Pedal.